# Edgard De Bruyne
Pour les articles homonymes, voir De Bruyne.
Edgard Firmin Eugène Gustave Corneille De Bruyne, né le 18 avril 1898 à Ypres et mort le 6 mai 1959 à Schaerbeek, est un philosophe et homme politique belge.

## Biographie
Docteur en philosophie en 1922, De Bruyne devient chargé de cours en 1925 puis professeur ordinaire à l’Université de Gand, où il obtiendra l’éméritat en 1958. Ses travaux traitent de divers aspects de la philosophie : éthique, culture, philosophie de l’art. Son livre Études d'esthétique médiévale exercera une influence décisive sur la pensée d’Umberto Eco.
Son activité politique s'exerce dès 1937 au sein de l’Union catholique. Il devient sénateur en 1939. Il est brièvement ministre des Colonies au cours de l’année 1945 dans le gouvernement Van Acker I. Il est épaulé pour ce rôle par Robert de Mûelenaere, son chef de cabinet.

## Ouvrages
- 1938 : Wat is Cultuur?
- 1947 : L’Esthétique du Moyen Âge